# Semiothisa increta
Semiothisa increta är en fjärilsart som beskrevs av Walker 1861. Semiothisa increta ingår i släktet Semiothisa och familjen mätare. Inga underarter finns listade i Catalogue of Life.